# Fryderyk III z Saarwerden
Fryderyk z Saarwerden (ur. w 1348 r., zm. 9 kwietnia 1414 r.) – arcybiskup Kolonii i książę-elektor Rzeszy od 1370 r.

## Życiorys
Fryderyk był synem hrabiego Saarwerden Fryderyka oraz Klary. Studiował w Bolonii, był kanonikiem w Kolonii. Jego bliskim krewnym był arcybiskup Trewiru w latach 1362–1388 Kuno II z Falkensteinu. Za sprawą starań Kunona w 1368 r. kapituła katedralna w Kolonii wybrała Fryderyka na arcybiskupa Kolonii. Jednak w kurii papieskiej interweniował cesarz Karol IV Luksemburski, który podnosił kwestię zbyt młodego wieku Fryderyka i proponował powierzenie stanowiska w Kolonii swojemu krewnemu Janowi z Ligny (Fryderyk miał być zgodnie z tym planem wynagrodzony opróżnionym przez Jana stanowiskiem biskupa w Strasburgu). Przeciwdziałał temu Kuno, który w 1370 r. doprowadził do ponownego wyboru Fryderyka na arcybiskupa. Sam Fryderyk wyjechał do Awinionu, gdzie uzyskał przychylność papieża Urbana V i mimo nadal zbyt młodego wieku jeszcze w tym samym roku został przezeń zatwierdzony na stanowisku.
Z powodu kłopotów z kolońskimi mieszczanami do oficjalnej intronizacji w katedrze w Kolonii doszło dopiero w 1372 r., konflikt zresztą wybuchał ponownie w kolejnych latach, m.in. z powodu dążeń Fryderyka do odzyskania faktycznej kontroli nad miastem. Po śmierci brata w 1397 r. Fryderyk objął rządy w Saarwerden, które po pewnym czasie przekazał swemu siostrzeńcowi, Fryderykowi z Moers. Podjął próbę osadzenia na stanowisku arcybiskupa Moguncji swego krewnego, Jofrida z Leiningen. Starał się zapewnić karierę kościelną swemu synowi Henrykowi. Wspierał też karierę swego siostrzeńca Dytryka z Moers, któremu ostatecznie zapewnił wybór po swojej śmierci na kolejnego arcybiskupa Kolonii.
Fryderyk toczył długotrwałą wojnę przeciwko hrabiemu Kleve Adolfowi I o Linn, zakończoną sukcesem w 1392 r. Pozostawał w dobrych stosunkach z cesarzem Karolem IV Luksemburskim; w 1376 r. jeszcze za życia Karola uczestniczył w elekcji jego syna Wacława IV Luksemburskiego na króla Niemiec i koronował go w Akwizgranie. Jednak później uczestniczył w detronizacji niekompetentnego Wacława oraz był jednym z elektorów, którzy wybrali na króla Niemiec Ruprechta z Palatynatu; w 1401 r. koronował go w Kolonii. Po śmierci Ruprechta w 1410 r. opowiedział się po stronie Jodoka z Moraw, gdy jednak ten wkrótce zmarł, poparł jego konkurenta Zygmunta Luksemburskiego (brata zdetronizowanego Wacława).
Fryderyk uporządkował finansową sytuację arcybiskupstwa, skutecznie zwalczał raubritterów, starał się też o podniesienie stanu duchowieństwa (szczególnie dyscypliny) w archidiecezji, organizował liczne synody. Po śmierci Urbana V, za pontyfikatu Grzegorza IX popadł w konflikt z kurią papieską na tle finansowym (Fryderyk odmawiał zapłacenia wysokich roszczeń kurii), w 1375 r. arcybiskup został nawet ekskomunikowany przez nuncjusza papieskiego. W 1380 r. został jednak mianowany przez kolejnego papieża Urbana VI na legata papieskiego w Kolonii. Miał także być kardynałem, jednak tej godności nigdy nie przyjął.